# ゴールデン・ドーン
ゴールデン・ドーン（The Golden Dawn）は、1966年にアメリカ合衆国テキサス州オースティンで結成されたサイケデリック・ロックバンド。

## 概要
バンドは『Power Plant』というタイトルの1枚のアルバムをリリースし、1968年にアルバムがリリースされた直後に解散した。 1966年のアルバムのリリースは、13thフロア・エレベーターズのアルバム『Easter Everywhere』がリリースされるまで、International Artistsによって保留されたが、『Power Plant』はほぼ1年前に録音された。その結果、『Power Plantの』レビューでは、「肯定的な考慮に値しない模倣レコード」としてタグ付けされてしまう。ジョージ・キニーは2001年にパワー・プラントが象徴的なサイケデリック・レコーディングと認められるまで、何十年もの間、音楽界で世捨て人のままであった。
元のバンドの早期解散は残念な事であったが、これはバンドの影響の終わりでは無かった。バンドのリード・シンガー兼作詞家であるジョージ・キニーは、バンドをいくつかの新生を繰り返して、現在のバージョンまで更新し、最新の録音であるレベル・ハート(2017) を生み出した。  
キニーは、 The Bandit KingとBrave New Texasという2つの長編小説も出版している。 
ボビー・レクターは2007年に、ジミー・バードは2008年に死亡した。 バンドのオリジナルのベーシスト、ビル・ホールマークが2020年2月に亡くなった。ジョージ・キニーは2022年7月に亡くなった。リードギタリストのトム・ラムジーは、テキサス州オースティン在住。

## バンドのメンバー
- オリジナル：
- ジョージ・キニー -ボーカル、ギター
- トム・ラムジー –リードギター
- ジミー・バード –リズムギター
- ビル・ホールマーク –ベース
- ボビー・レクター -ドラムス
- 2010年以降のバンドメンバー:
  - ジョージ・キニー - ボーカル、ギター
  - ジェームス・ヘンリー - リードギター
  - マイケル・モリス - ドラムス
  - ミランダ・モリス – バックグラウンド・ボーカル、フルート
  - ウィリアム・フォン・ライヒバウアー - ベース、ボーカル

## ディスコグラフィー
- Power Plant (1968)
- Legend of the Dawn (2004)
- After the Fall (2006)
- Texas Medicine (2008)
- Revel Heart (2017)